# Hypodactylinae
Hypodactylinae – monotypowa podrodzina płazów bezogonowych z rodziny Craugastoridae.

## Rozmieszczenie geograficzne
Podrodzina obejmuje gatunki występujące w Kordylierze Zachodniej, Środkowej i Wschodniej w Kolumbii na południe przez Ekwador do Kordyliery Wschodniej w środkowym Peru i na wschód do Niziny Amazonki w Ekwadorze i północnym Peru.

## Systematyka
Rodzaj Niceforonia zdefiniowała w 1963 roku para amerykańskich herpetologów – Coleman J. Goin i Doris Mable Cochran – w artykule poświęconym dwóm nowym rodzajom żab z Kolumbii, opublikowanym w czasopiśmie Proceedings of the California Academy of Sciences. Gatunkiem typowym jest (oryginalne oznaczenie) N. nana.

### Etymologia
- Niceforonia: Hermano Nicéforo María (1888–1980), francusko-boliwijski przyrodnik i duchowny[4].
- Isodactylus: gr. ισος isos ‘jednakowy, podobny’; δακτυλος daktulos ‘palec’[7]. Gatunek typowy (oryginalne oznaczenie): Eleutherodactylus elassodiscus Lynch, 1973.
- Hypodactylus: gr. ὑπο hupo ‘pod, poniżej’; δακτυλος daktulos ‘palec’[3].

### Podział systematyczny
Do podrodziny należy jeden rodzaj Niceforonia z następującymi gatunkami:
- Niceforonia adenobrachia (Ardila-Robayo, Ruiz-Carranza & Barrera-Rodriguez, 1996)
- Niceforonia aderca (Lynch, 2003)
- Niceforonia araiodactyla (Duellman & Pramuk, 1999)
- Niceforonia babax (Lynch, 1989)
- Niceforonia brunnea (Lynch, 1975)
- Niceforonia columbiana (Werner, 1899)
- Niceforonia elassodiscus (Lynch, 1973)
- Niceforonia fallaciosa (Duellman, 2000)
- Niceforonia latens (Lynch, 1989)
- Niceforonia lucida (Cannatella, 1984)
- Niceforonia mantipus (Boulenger, 1908)
- Niceforonia nana Goin & Cochran, 1963
- Niceforonia nigrovittata (Andersson, 1945)
- Niceforonia peraccai (Lynch, 1975)
- Niceforonia philippi (Jimenez de la Espada, 1875)